# Oobi
Oobi là một chương trình truyền hình Mỹ dành cho thiếu nhi.

## Dàn diễn viên
- Oobi (Tim Lagasse) là một cậu bé bốn tuổi. Anh ấy tò mò và luôn sẵn sàng học hỏi điều gì đó mới. Không giống như các nhân vật khác, anh ta là một con rối hoàn toàn trần trụi ngoài mắt và không mặc phụ kiện hay quần áo. Các yếu tố định kỳ trong sê-ri bao gồm khát vọng trở thành người chơi đàn piano và đồ chơi yêu thích của anh ấy, một chiếc xe mô hình màu đỏ thu nhỏ.
- Uma (Stephanie D'Abruzzo) là em gái ba tuổi của Oobi. Cô ấy thấp hơn Oobi và thường đeo một chiếc kẹp trên ngón tay hồng hào. Cô ấy thích ca hát, nhảy múa và giả vờ. Gà là động vật yêu thích của cô, và cô sẽ thường nói về và bắt chước chúng, gây khó chịu cho Grampu. Cô ấy có xu hướng phản ứng hài hước với những thay đổi nhỏ hoặc bất tiện.
- Kako (Noel MacNeal) là người bạn tốt nhất, tự tin và hơi kiêu ngạo của Oobi. Kako thường có thái độ vui tươi và thường xuyên chọc cười, nhưng anh ta có thể tỏ ra sâu sắc và chân thành mỗi khi Oobi cần lời khuyên. Anh ta có đôi mắt màu xanh lá cây và đội một chiếc mũ đan màu đỏ.
- Grampu (Tyler Bunch) là ông nội khôn ngoan và đôi khi khá xui xẻo của Oobi và Uma. Thú tiêu khiển yêu thích của anh là nấu ăn và làm vườn. Anh phát triển mối quan hệ lãng mạn với giáo viên piano của Oobi, Inka, trong suốt bộ truyện. Câu khẩu hiệu của anh ấy là "Đáng yêu!"